# Tavistock Clinic

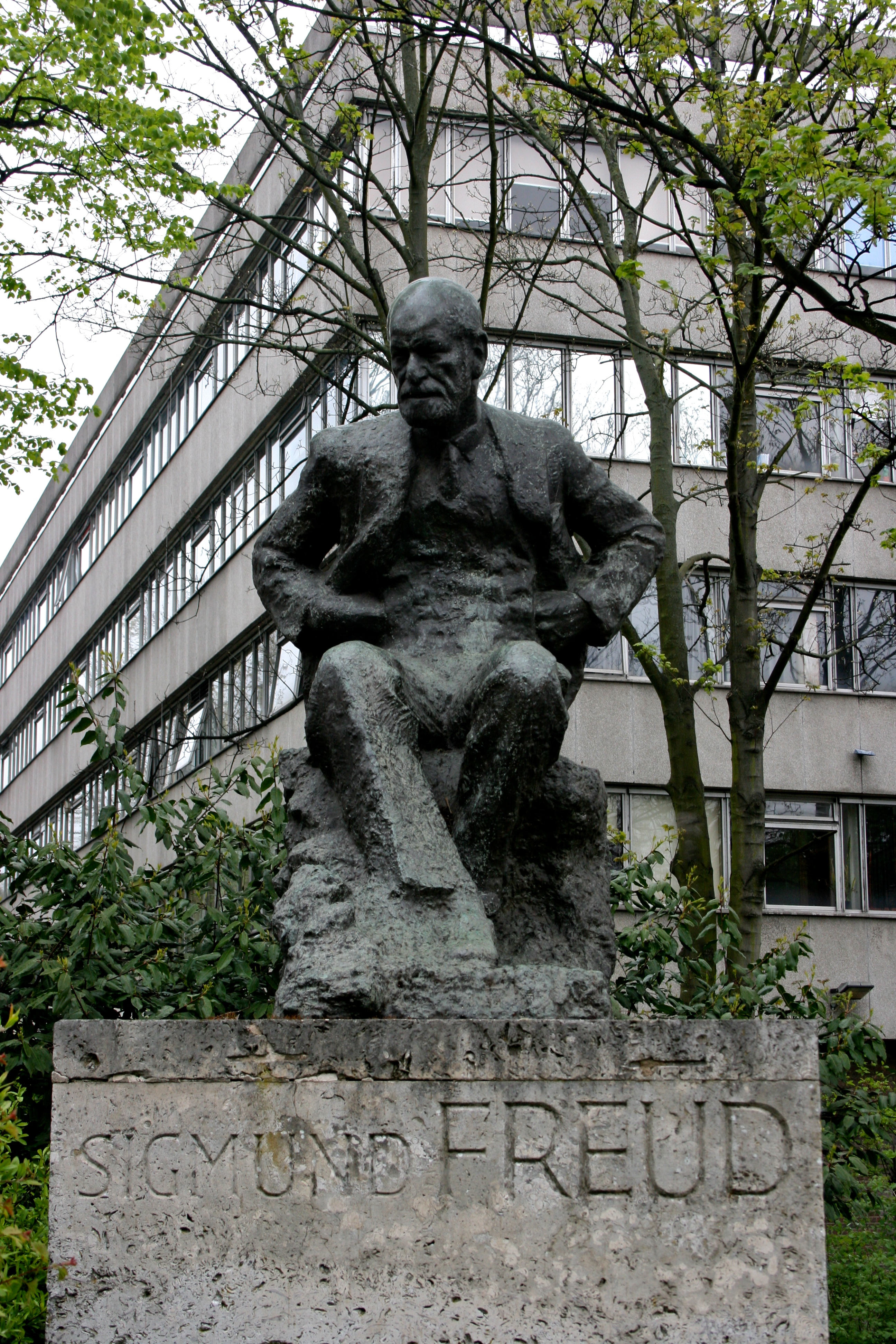
Posąg Sigmunda Freuda na tle Tavistock Clinic

Tavistock Clinic to specjalistyczna klinika oferująca usługi w zakresie zdrowia psychicznego, położona w północnym Londynie. Została założona w 1920 roku, a od 1994 razem z sąsiednią Portman Clinic tworzy Tavistock and Portman NHS Foundation Trust, organizację podlegającą pod brytyjską Narodową Służbę Zdrowia (NHS). Klinika prowadzi także kursy i szkolenia z zakresu psychologii, psychiatrii i pracy socjalnej.

## Historia
Klinikę Tavistock założył szkocki lekarz psychiatra Hugh Crichton-Miller w 1920 roku. Nazwa wzięła się od jej ówczesnego położenia przy placu Tavistock w londyńskiej dzielnicy Bloomsbury. Pierwszym pacjentem Tavistock Clinic było dziecko przyjęte we wrześniu 1920. By pozwolić sobie na oferowanie pacjentom bezpłatnych usług, klinika zaczęła generować przychody poprzez szkolenie nowych specjalistów.
Na początku lat 30. klinika rozpoczęła prowadzenie kursów w zakresie pracy socjalnej. Crichton-Miller zrezygnował z funkcji dyrektora w 1933 roku i zastąpił go John Rawlings Rees. W 1935 roku w klinice odbyła się trwająca tydzień seria wykładów szwajcarskiego psychiatry Carla Junga. Podczas II wojny światowej sytuacja finansowa organizacji znacznie się pogorszyła, jednak nie przerwała ona swojej działalności. W sierpniu 1945 przeniosła się ona do nowej siedziby, położonej na Beaumont Street w dzielnicy Marylebone, i otrzymała wsparcie finansowe od Fundacji Rockefellera. Jej kolejnym dyrektorem został John Derg Sutherland. W 1948 roku klinika stała się częścią nowo powstałej brytyjskiej Narodowej Służby Zdrowia (NHS) i utworzyła oddział dziecięcy. W latach 50. w klinice zaczęła rozwijać się psychoterapia rodzinna i systemowa, a w 1959 utworzono oddział przeznaczony dla pacjentów nastoletnich.
W maju 1967 klinika przeniosła się do nowego budynku, położonego przy Belsize Lane w gminie Camden, w której mieści się do dziś. Rok później funkcję dyrektora objął Robert Gosling. W latach 70. Tavistock Clinic rozpoczęła prowadzenie kursów w zakresie psychoterapii systemowej, a na początku lat 80. terapii rodzinnej. W 1985 roku przewodniczącym Tavistock Clinic został Anton Obholzer. W 1994 roku, Tavistock Clinic oraz sąsiadująca Portman Clinic utworzyły Tavistock and Portman NHS Foundation Trust, organizację podlegającą pod brytyjską Narodową Służbę Zdrowia (NHS). W roku 1996 w skład organizacji wszedł ośrodek Gender Identity Development Service (GIDS) zajmujący się problemami dotyczącymi tożsamości płciowej. Praca kliniki stała się tematem 6-odcinkowego serialu dokumentalnego Talking Cure, wyprodukowanego przez BBC w 1999 roku.